# Saint-Germain-d'Elle
Saint-Germain-d'Elle és un municipi francès situat al departament de la Manche i a la regió de Normandia. L'any 2007 tenia 185 habitants.

## Demografia

### Població
El 2007 la població de fet de Saint-Germain-d'Elle era de 185 persones. Hi havia 84 famílies de les quals 20 eren unipersonals (4 homes vivint sols i 16 dones vivint soles), 32 parelles sense fills, 28 parelles amb fills i 4 famílies monoparentals amb fills.
La població ha evolucionat segons el següent gràfic:
Habitants censats

### Habitatges
El 2007 hi havia 89 habitatges, 82 eren l'habitatge principal de la família, 5 eren segones residències i 2 estaven desocupats. Tots els 89 habitatges eren cases. Dels 82 habitatges principals, 65 estaven ocupats pels seus propietaris, 16 estaven llogats i ocupats pels llogaters i 1 estava cedit a títol gratuït; 3 tenien dues cambres, 15 en tenien tres, 21 en tenien quatre i 43 en tenien cinc o més. 67 habitatges disposaven pel capbaix d'una plaça de pàrquing. A 34 habitatges hi havia un automòbil i a 42 n'hi havia dos o més.

### Piràmide de població
La piràmide de població per edats i sexe el 2009 era:
| Homes | Edats   | Dones |
| ----- | ------- | ----- |
| 0     | 95 o +  | 0     |
| 0     | 90 a 94 | 0     |
| 0     | 85 a 89 | 0     |
| 0     | 80 a 84 | 0     |
| 0     | 75 a 79 | 0     |
| 4     | 70 a 74 | 4     |
| 20    | 65 a 69 | 16    |
| 4     | 60 a 64 | 12    |
| 8     | 55 a 59 | 4     |
| 0     | 50 a 54 | 4     |
| 8     | 45 a 49 | 0     |
| 12    | 40 a 44 | 8     |
| 8     | 35 a 39 | 12    |
| 4     | 30 a 34 | 4     |
| 8     | 25 a 29 | 4     |
| 8     | 20 a 24 | 12    |
| 0     | 15 a 19 | 4     |
| 4     | 10 a 14 | 16    |
| 0     | 5 a 9   | 8     |
| 4     | 0 a 4   | 8     |

## Economia
El 2007 la població en edat de treballar era de 111 persones, 86 eren actives i 25 eren inactives. De les 86 persones actives 76 estaven ocupades (42 homes i 34 dones) i 10 estaven aturades (2 homes i 8 dones). De les 25 persones inactives 9 estaven jubilades, 5 estaven estudiant i 11 estaven classificades com a «altres inactius».

### Ingressos
El 2009 a Saint-Germain-d'Elle hi havia 84 unitats fiscals que integraven 196 persones, la mediana anual d'ingressos fiscals per persona era de 14.256,5 €.

### Activitats econòmiques
Dels 4 establiments que hi havia el 2007, 1 era d'una empresa de construcció i 3 d'empreses de serveis.
L'any 2000 a Saint-Germain-d'Elle hi havia 18 explotacions agrícoles que ocupaven un total de 416 hectàrees.

## Poblacions més properes
El següent diagrama mostra les poblacions més properes.